# Arenivaga nalepae
Arenivaga nalepae (лат.) — вид песчаных тараканов-черепашек рода Arenivaga из семейства Corydiidae (или Polyphagidae). Обнаружены в Северной Америке: Мексика и США.

## Описание
Среднего размера тараканы овально-вытянутой формы: длина тела около 15,9 — 22,7 мм; наибольшая ширина тела (GW) 6,9 — 11,0 мм; ширина пронотума (PW) 4,83 — 7,75 мм; длина пронотума (PL) около 4 мм. Соотношение длины тела к его наибольшей ширине у голотипа = TL/GW 2,32. Основная окраска светло-коричневая, одноцветная. Arenivaga nalepae имеет средний размер и окраску обычную для рода Arenivaga. Фенотипически его можно принять за многие другие виды, а его гениталии очень похожи на гениталии Arenivaga belli, с которым он, вероятно, находится в близком родстве. Форма крючкообразного выступа на правом дорсальном фалломере и общие пропорции правого вентрального фалломера — два отличительных признака этого вида. Этот вид назван в честь Кристин Налепа (Christine Nalepa), которая любит тараканов, поощряет эту любовь в других и является соавтором книги «Cockroaches: Ecology, Behavior and Natural History», которая оказала на автора описания глубокое влияние.
Этот вид встречается в разнообразных местах обитания от морского побережья до гор и внутренних песчаных дюн и берегов озер. Все остальные элементы жизненной истории остаются неисследованными. Питаются, предположительно, как и другие виды своего рода, микоризными грибами, листовым детритом пустынных кустарников и семенами, собранными млекопитающими. В надземных условиях живут только крылатые самцы (отличаются ярко выраженным половым диморфизмом: самки рода Arenivaga бескрылые, внешне напоминают мокриц). Вид был впервые описан в 2014 году американским энтомологом Хейди Хопкинсом (Heidi Hopkins). Этот вид назван в честь Роба Райса (Rob Rice), энтузиаста мирового коллекционирования тараканов Corydiidae и собирателя первого экземпляра этого вида.